# Nossa Época à Luz da Profecia
Nossa Época à Luz da Profecia (em inglês:  Our Day in the Light of Prophecy) é o título de um livro adventista escrito por William Ambrose Spicer (1865-1952), um ministro da Igreja Adventista do Sétimo Dia, e publicado em 1917. Nesta obra,o autor analisa profecias bíblicas sobre o fim do mundo e tenta mostrar o cumprimento destas na época em que viveu, prevendo assim o iminente fim dos tempos.
Entre os acontecimentos vistos por ele como cumprimento de profecias estão: o terremoto de Lisboa ocorrido em 1º de novembro de 1755, o Dia Escuro  de 19 de maio de 1780 (Apocalípse 6:12) e a "Queda das estrelas" de 13 de novembro de 1833 (Mateus 24:29).
Escrito em inglês, posteriormente foi traduzido para outras línguas. Foi publicado no Brasil pela "Casa Publicadora Brasileira" em tradução feita pelo professor Flavio L. Monteiro.